# Moe.
moe.（モー） は、1989年にアメリカ合衆国のニューヨーク州立大学バッファロー校で結成されたジャム・バンド。

## メンバー

### 現在のメンバー
- ロブ・ダーハック (Rob Derhak) – ベース、ボーカル (1989年– )
- チャック・ガーヴェイ (Chuck Garvey) – ギター、ボーカル (1989年– ) ※2021年11月から2022年12月まで脳卒中により活動休止
- アル・シュナイアー (Al Schnier) – ギター、キーボード、ボーカル、マンドリン (1991年 (ゲスト)、1992年– )
- ヴィニー・アミーコ (Vinnie Amico) – ドラム (1996年– )
- ジム・ローリン (Jim Loughlin) – ドラム (1992年–1995年)、パーカッション、マレットカット、フルート、アコースティックギター、ドラム、ピッコロ・ベース、ウォッシュボード (1999年– )
- ネイト・ウィルソン (Nate Wilson) - キーボード、フルート、ボーカル (2021年–2022年、ツアー 2023年– )

### 旧メンバー
- スケ・セルーロ (Suke Cerulo) – ギター (2021年–2023年) ※ツアーのみ
- レイ・シュワルツ (Ray Schwartz) – ドラム (1989年–1992年)
- デイヴ・ケスラー (Dave Kessler) – ギター (1990年–1992年)
- スティーヴ・ハンター (Steve Hunter) – サクソフォーン、ボーカル (1990年)
- マイク・ストラッツァ (Mike Strazza) – ドラム (1995年)
- クリス・マズール (Chris Mazur) – ドラム (1995年–1996年)

## 公式アルバム

### スタジオ・アルバム
- Fatboy (1992年)
- Headseed (1994年、Fatboy)
- No Doy (1996年、550 Music)
- Tin Cans and Car Tires (1998年、550 Music)
- Dither (2001年、Fatboy)
- Season's Greetings from Moe (2002年、Fatboy)
- Wormwood (2003年、Fatboy)
- 『ザ・コンチ』 - The Conch (2007年、Fatboy)
- 『スティックス・アンド・ストーンズ』 - Sticks and Stones (2008年、Fatboy)
- What Happened to the La Las (2012年、Sugar Hill)
- 『ノー・ガッツ、ノー・グローリー』 - No Guts, No Glory (2014年、Sugar Hill)
- This Is Not, We Are[1][2][3][4] (2020年、Fatboy)
- Not Normal[5][6] (2020年、Fatboy) ※EP
- Circle of Giants (2025年、Fatboy)

### ライブ・アルバム
- L (2000年、Fatboy)
- L Version 3.1 (2000年、Fatboy)
- Warts and All: Volume 1 (2001年、Fatboy)
- Warts and All: Volume 2 (2002年、Fatboy)
- Warts and All: Volume 3 (2003年、Fatboy)
- Warts and All: Volume 4 (2005年、Fatboy)
- Warts and All: Volume 5 (2007年、Fatboy)
- Warts and All: Volume 6 (2008年、Fatboy)
- Dr. Stan's Prescription, Volume 1 (2005年、Fatboy)
- Dr. Stan's Prescription, Volume 2 (2009年、Fatboy)

### コンピレーション・アルバム
- 『OK、オーライト』 - Okayalright (2005年、Yellow Bus)
- Smash Hits Volume 1 (2010年、Fatboy)